# Ramsay Nieve
Ramsay Nieve, llamado tras su legitimación Ramsay Bolton, es un personaje ficticio de la saga Canción de hielo y fuego del escritor George R. R. Martin. Se trata del hijo bastardo, posteriormente legitimado, de Roose Bolton, Señor de Fuerte Terror. Ramsay es considerado uno de los personajes antagonistas de la obra, por ser un personaje sádico, aficionado a la tortura y psicópata.
En la adaptación televisiva de HBO, Game of Thrones, es interpretado por el actor Iwan Rheon, donde se cambian algunas situaciones y hechos que ocurren en la obra literaria.

## Concepción y diseño
En la obra, Ramsay Nieve es reflejado como el perfecto ejemplo de psicópata: ausencia total de empatía, no siente remordimiento ni vergüenza por sus actos, manipulador y sádico, egocéntrico y sexualmente depravado, Ramsay tampoco destaca por ser alguien astuto ni inteligente, lo que sumado a sus "aficiones" provoca la desconfianza de su padre, que duda que pueda ser un líder eficaz en el futuro.
Tanto en lo largo de la obra como en hechos narrados antes de los sucesos de la saga, Ramsay ha dejado entrever una actitud violenta y sádica. Es muy posible que asesinara a su medio-hermano Domeric para ser él el único heredero de Fuerte Terror. Una de sus mayores aficiones es cazar mujeres en los bosques de Fuerte Terror con una jauría de perras llamadas «Las chicas del bastardo»; después de violar a la mujer, si esta le ha proporcionado una buena caza, la mata y le pone su nombre a una de las perras, en caso contrario la desuella viva y después la mata.

## Historia

### Primeros años
Ramsay fue fruto de la violación de Lord Roose Bolton a una molinera cuando esta contrajo matrimonio, poniendo en práctica la tradición ilícita de la Primera Noche. Tiempo después la molinera le presentó a su hijo y Lord Bolton decidió darle una manutención a cambio de que nunca le revelara al niño la identidad de su padre. La madre regresó cuando Ramsay tenía 12 años afirmando que el muchacho era incontrolable, así que Roose le envió un sirviente al que llamaban «Hediondo». Ramsay y Hediondo se hicieron inseparables.
Años después, el hijo y heredero de Roose, Domeric Bolton, visitó a Ramsay queriendo conocer la identidad de su medio-hermano. Domeric moriría poco después de una enfermedad estomacal, creyendo Roose que Ramsay lo asesinó. Ante la ausencia de un heredero, Lord Bolton decidió llevarse a Ramsay a Fuerte Terror con la intención de criarlo y educarlo como a su sucesor.

### Choque de Reyes
Al partir Roose Bolton rumbo al sur para participar en la Guerra de los Cinco Reyes, deja a Ramsay como castellano de Fuerte Terror. Ante la noticia de que el Señor de la Casa Hornwood y su heredero murieron en el conflicto, Ramsay secuestra a la viuda de Lord Hornwood, Donella Manderly, y la obliga a casarse con él y a consumar el matrimonio, para de esa forma quedarse con las tierras de la Casa Hornwood. Posteriormente encerró a Lady Donella en una torre y la dejó morir de hambre.
Buscando llevar a Ramsay ante la justicia, Rodrik Cassel, castellano de Invernalia, reúne una partida para buscar a Ramsay. Este huye junto a su fiel sirviente Hediondo, haciéndose ambos pasar el uno por el otro. Hediondo es eliminado después de ser confundido con Ramsay y este, asumiendo aún la identidad de su sirviente, es llevado como prisionero a Invernalia. Ramsay se pone al servicio de Theon Greyjoy, que ha tomado Invernalia aprovechando la ausencia de su guarnición. Ramsay persuade a Theon de que le deje marchar a Fuerte Terror para buscar tropas que le ayuden a defender Invernalia ante la inminente llegada de un ejército de norteños.
Los hombres de los Bolton acaban con el ejército Stark, eliminando al propio Ser Rodrik Cassel. Al entrar en Invernalia, Ramsay revela su verdadera identidad, ordena ejecutar a todos los Hombres del Hierro allí presentes, quemar Invernalia y apresar a Theon.

### Tormenta de Espadas
Tras la traición de Roose Bolton a los Stark durante los sucesos de la Boda Roja, el Trono de Hierro reconoce a la Casa Bolton como la casa suprema del Norte y a Roose como nuevo Guardián del Norte. Además, Ramsay es legitimado en un edicto del propio rey Tommen Baratheon y se le permite usar el nombre de «Ramsay Bolton», de esa manera, Ramsay se convierte en el heredero de Lord Roose.

### Danza de Dragones
En el resto de Poniente todos creen que Theon Greyjoy, heredero de Pyke, ha muerto, pero la realidad es que es mantenido en Fuerte Terror donde es torturado, mutilado, desollado y castrado por Ramsay. Le obliga a usar el nombre de «Hediondo» y este termina desarrollando un síndrome de Estocolmo hacia Ramsay. Además, toma como escuderos a Walder Frey el Mayor y a Walder Frey el Pequeño, en virtud de la nueva alianza entre los Bolton y la Casa Frey.
Decidido a tomar Foso Cailin de los Hombres del Hierro, Ramsay envía a Theon que se hace pasar por quien realmente es; logra convencer a los Hombres del Hierro que rindan Foso Cailin a cambio de un salvoconducto para regresar a las Islas del Hierro, pero nada más dejar el bastión son desollados y eliminados por Ramsay. Su padre regresa desde Los Gemelos y queda asqueado con la conducta de Ramsay, al que insta a ser más discreto con sus prácticas y ser más diplomático con sus súbditos y sus enemigos.
Los Bolton parten hacia Invernalia, ya que Lord Roose había tramado con los Lannister casar a Ramsay con Arya Stark, la hija del difunto Lord Eddard Stark. Pero en realidad se trataba de Jeyne Poole, la hija de un mayordomo de Invernalia, que se encontraba prisionera en Desembarco del Rey tras huir de allí su ama Sansa Stark. El plan era legitimar la posición de los Bolton como Guardianes del Norte. La verdad solo la conocían Roose, Ramsay y Theon, debido a que todos los que habían conocido a Arya o a Jeyne se encontraban muertos o desaparecidos, y solo los Lannister sabían que la verdadera Arya había desaparecido tras la ejecución de su padre. Tras su boda con Jeyne Poole, Ramsay viola, humilla y degrada a su nueva esposa, obligando a Theon a participar en sus abominables juegos.
Theon y Jeyne consiguen escapar juntos de Invernalia ayudados por Mance Rayder, quien había sido enviado allí con seis mujeres por el Lord Comandante de la Guardia de la Noche, Jon Nieve, para que rescataran a quien creía que era su hermana. Pero Mance es capturado por Ramsay.
Poco tiempo después, Jon Nieve recibe una carta dirigida al "Bastardo", y  firmada por Ramsay Bolton. En ella, Ramsay afirma haber derrotado al ejército del "falso rey" Stannis Baratheon, que había venido al Norte para conseguir la lealtad de las casas norteñas (y que en ese momento acampaba cerca de Invernalia). También afirma haber capturado a Mance y haber matado a "sus putas", y le exige al lord comandante que le devuelva a su esposa y a "su Hediondo" (Theon), y que le entregue a la hija de Stannis, a la "bruja roja" (Melisandre), a la esposa de Mance y al hijo de ambos. Por último asegura que le dejará en paz a él y a sus guardias si cumple con todas sus demandas, pero que en caso contrario marchará contra el Muro. Jon reacciona dispuesto a salir contra Ramsay, pero es asesinado por sus propios subordinados antes de conseguirlo. Dado que la carta no va acompañada de ningún pedazo de piel desollada, existen dudas de que Ramsay sea su verdadero autor.

## Hombres de Ramsay

### Bribones del Bastardo
Ramsay cuenta con una serie de hombres cuya principal característica es que son tan crueles y sádicos como él. Estos hombres son los llamados «Bribones del Bastardo», los cuales son los más cercanos a Ramsay y los que se encargan de hacerle el trabajo sucio. Sin embargo, Roose Bolton insinúa que no son tan leales a Ramsay como parecen.
- Alyn el Amargo: Alyn es un hombre poco inteligente y con un característico aliento maloliente, debido a sus dientes cariados.

- Ben Huesos: Es un anciano, el cual está al cargo de las perreras y entrena a las perras de Ramsay.

- Damon Bailaparamí: Es un experto en emplear el látigo, de donde viene su apodo.

- Desollador: Es el experto en desollar de entre los Bribones, fue el que desolló a Theon Greyjoy.

- Polla Amarilla: De nombre desconocido. Fallece cuando los establos de Invernalia caen sobre él, descubriéndose el cadáver entre los escombros, con el cuerpo totalmente helado y el miembro en la boca.

### Chicas del Bastardo
Las Chicas del Bastardo son una jauría de perras que Ramsay emplea para cazar mujeres por diversión. Son criadas por Ben Huesos, y reciben el nombre de aquellas mujeres que Ramsay considera que le han proporcionado una buena "cacería".

## Adaptación televisiva

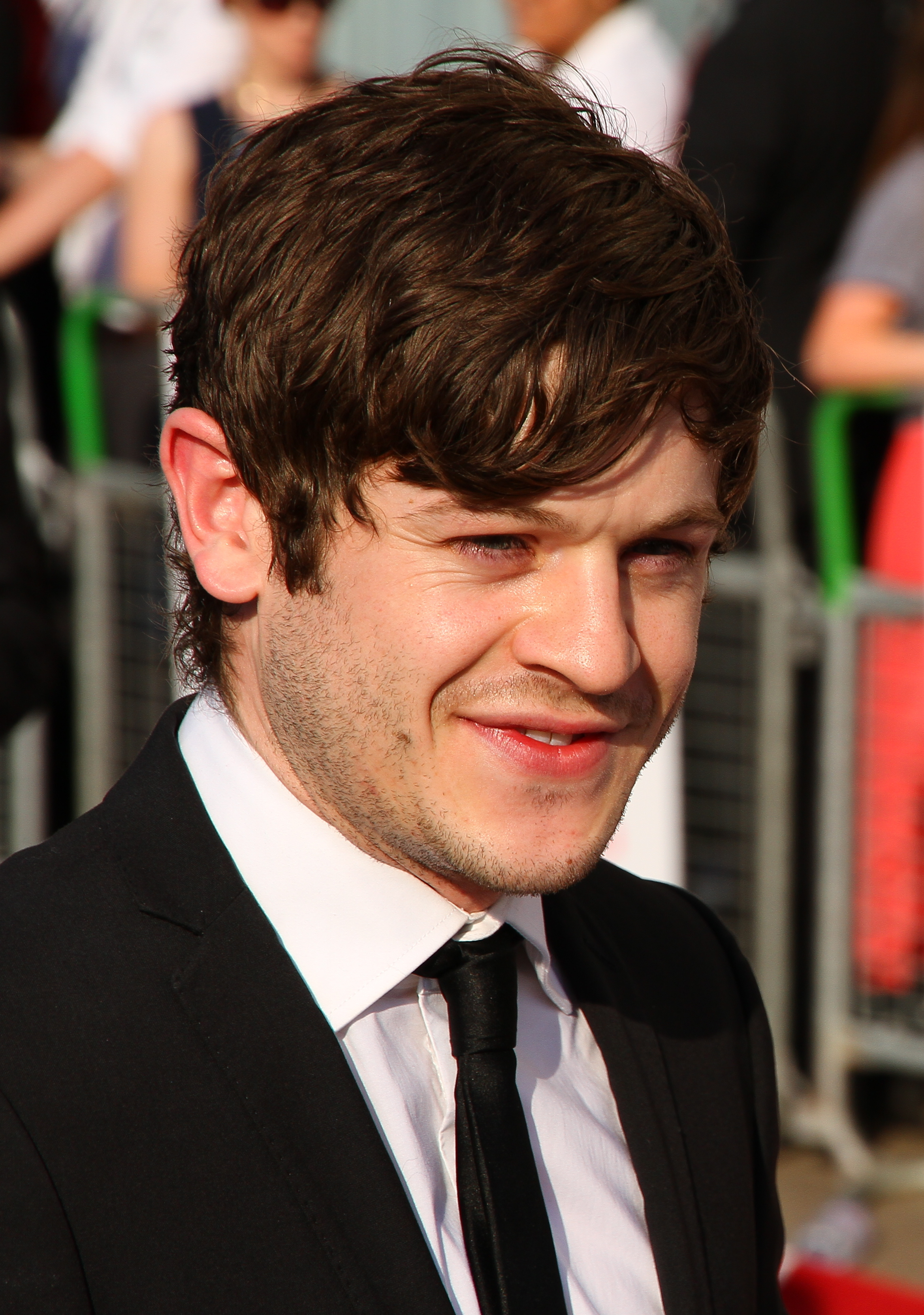
Iwan Rheon interpreta al sádico Ramsay.

En la adaptación televisiva llevada a cabo por HBO, Juego de Tronos, el personaje de Ramsay es interpretado por el actor Iwan Rheon.

### Segunda temporada
El personaje no hace aparición física, siendo solamente mencionado. Ramsay permanece como castellano de Fuerte Terror, el bastión de la Casa Bolton, mientras su padre, lord Roose Bolton (Michael McElhatton), combate para Robb Stark (Richard Madden) en la Guerra de los Cinco Reyes.
Bajo órdenes de Lord Bolton, Ramsay dirige un ejército para reconquistar Invernalia, la cual ha sido tomada por los Hombres del Hierro al mando de Theon Greyjoy (Alfie Allen). Sin embargo, los hombres de Theon lo traicionan y rinden el bastión; Invernalia es saqueada por los hombres de Ramsay y Theon es capturado.

### Tercera temporada
Ramsay hace aparición física por primera vez bajo la identidad de un Hombre del Hierro, el cual salva a Theon que se hallaba siendo torturado. Ramsay logra ganarse la confianza de Theon y lo guía hacia un castillo bajo la promesa de que allí lo esperaba su hermana; sin embargo, Ramsay encierra a Theon y le vuelve a someter a torturas. Ramsay somete a Theon a sádicas y retorcidas torturas (le corta falanges, lo castra, lo tortura psicológicamente...). Ramsay le otorga además el nombre de Hediondo y envía una carta a su padre, Balon Greyjoy, afirmando que tiene cautivo a Theon y amenazando con eliminar a todos los Hombres del Hierro en su poder si no cesan la invasión del Norte.

### Cuarta temporada
Ramsay libera a Theon, el cual está desmoronado física y psicológicamente hasta el punto de que es un pelele en sus manos. 
Ramsay tiene que lidiar con el regreso de su padre, ahora nombrado Guardián del Norte tras los sucesos de la Boda Roja. Lord Bolton está disgustado con Ramsay por los abusos que ha cometido con Theon, afirmando que era un valioso rehén y no un juguete. Ramsay le revela que Bran y Rickon Stark siguen vivos y envía a uno de sus hombres, Locke (Noah Taylor), para localizarlos.
Yara Greyjoy (Gemma Whelan) dirige una partida de Hombres del Hierro para rescatar a Theon. Llegan hasta Fuerte Terror, donde Theon se niega a abandonar a Ramsay. Este los confronta con sus hombres, provocando que huyan.
Roose le encarga a Ramsay que reconquiste Foso Cailin, un bastión vital para el control del Norte. Ramsay se lo encarga a Theon, el cual consigue que los ocupantes se rindan bajo promesas de clemencia; sin embargo, Ramsay los desuella a todos. Lord Bolton, para recompensar a Ramsay, le muestra el documento que lo legitima como hijo suyo emitido por el Trono de Hierro. Ramsay ya no será más conocido como «Ramsay Nieve», sino como Ramsay Bolton, heredero de Roose Bolton.

### Quinta temporada
Roose está preocupado por la actitud brutal de su ahora hijo legítimo. Cree que ahora que Tywin Lannister ha muerto su posición en el Norte se ha vuelto más débil. Roose le revela que ha pactado el matrimonio de Ramsay con Sansa Stark (Sophie Turner) como forma de legitimar su posición como Guardianes del Norte.
Ramsay tiene que lidiar con los celos de Myranda (Charlotte Hope), y con Theon, el cual le recomienda a Sansa que haga todo lo que Ramsay le pida. Durante una cena, Lord Bolton anuncia el compromiso de Ramsay y Sansa, pero también que está esperando un hijo con su nueva esposa, Walda Frey; Ramsay teme que el nacimiento de un varón amenace su posición como heredero.
Ya convertidos en marido y mujer, Ramsay consuma brutalmente su matrimonio con Sansa frente a los ojos de Theon. Mantiene encerrada a Sansa forzándola a mantener relaciones sexuales noche tras noche y provocándole evidentes lesiones físicas. Una anciana sirvienta que continuaba siendo leal a los Stark le informa a Sansa de que Brienne de Tarth acudía en su rescate, pero Ramsay descubre el complot gracias a Theon y ordena matar y desollar a la anciana, obligando a Sansa a contemplar su cuerpo.
Roose le comunica a Ramsay que Stannis Baratheon (Stephen Dillane) se dirige hacia Invernalia con la intención de tomar el Norte para su causa. Ramsay dirige una partida que destruye los suministros de Stannis, causando que muchos de sus hombres deserten. Pese a estar en clara inferioridad numérica, Stannis planta batalla a las afueras de Invernalia, siendo derrotado por el ejército de los Bolton al mando del propio Ramsay. Mientras se produce la batalla, Sansa escapa de Invernalia con la ayuda de Theon tras matar a Myranda.

### Sexta temporada
Ramsay descubre el cadáver de Myranda y promete vengar su muerte; instantes después ordena a su maestre que arroje su cadáver a los perros.
Lord Roose felicita a Ramsay por su victoria sobre Stannis, afirmando que han encontrado su cuerpo sin vida. Sin embargo, lamenta que Sansa haya escapado. Lord Bolton afirma que sin Sansa su posición sobre el Norte es muy débil e insinúa que si no la encuentra, nombrará heredero a su hijo con Walda.
Lord Harald Karstark (Paul Rattray) afirma que han descubierto el rastro de Sansa y Theon huyendo hacia el Muro; Ramsay intuye que buscarán la ayuda de Jon Nieve (Kit Harington). Ramsay planea marchar sobre el Muro y matar a Jon, pero su padre insiste en que si hace eso todo el Norte se pondrá en contra suya. En ese momento llega el maestre con la noticia de que Lady Walda ha dado a luz a un varón; Ramsay está visiblemente preocupado, a lo que Roose lo tranquiliza diciéndole que él siempre será su heredero. Tras eso, Ramsay apuñala en el corazón a su padre y ordena al maestre correr la voz de que su padre ha sido envenenado. Posteriormente, lleva a Lady Walda y a su hijo recién nacido a las perreras, donde son devorados por las Chicas del Bastardo.
Ramsay, ahora proclamado Señor de Fuerte Terror, Señor de Invernalia y Guardián del Norte, recibe la visita de Lord Jon Umber, el cual solicita ayuda en una posible guerra contra el Lord Comandante Jon Nieve y los salvajes. Ramsay acepta si a cambio la Casa Umber le rinde pleitesía; Lord Umber rehúsa, pero a cambio le da un regalo, presentándole a Rickon Stark (Art Parkinson) y a Osha (Natalia Tena). Ramsay incluso asesina a Osha después de que ésta intentara seducirle para asesinarlo.
Ramsay envía una carta a Jon Nieve, en ella demanda que Sansa sea devuelta a su lado. Sansa insta a Jon a recuperar el control del Norte y arrebatárselo a los Bolton. Juntos intentan reunir apoyos entre las Casas norteñas, pero apenas consiguen los apoyos de la Casa Mormont y de la Casa Hornwood, además de los salvajes liderados por Tormund Matagigantes (Kristofer Hivju), y del consejo de Davos Seaworth (Liam Cunningham), antigua Mano del Rey de Stannis.
El día antes de la batalla, Ramsay parlamenta con Jon, Tormund, Davos, Sansa y Lady Mormont. Jon sugiere zanjar sus diferencias con un combate singular, pero Ramsay rehúsa, sabiendo que cuenta con la ventaja de la superioridad numérica. Aceptaría la rendición de los Stark, y a cambio permitiría que Jon volviera al Muro ileso si Sansa vuelve a su lado. Tras mostrarles que tiene como prisionero a Rickon, Sansa promete que mañana la vida de Ramsay llegará a su fin.
Ambos ejércitos se preparan para la denominada «Batalla de los Bastardos»: los Stark cuentan con alrededor de 3.000 hombres, mientras que los Bolton cuentan con más de 6.000. Antes de que dé inicio la batalla, Ramsay envía a Rickon Stark para que se encuentre con Jon, pero en un ejercicio de crueldad acaba con él justo antes de que Jon lo rescatara.
La batalla comienza con un primer enfrentamiento entre ambas caballerías; Ramsay ordena a sus arqueros que disparen, provocando muertes en los dos bandos. Posteriormente Ramsay envía a la infantería, que realizan una formación en falange que arrincona completamente al ejército Stark (esta secuencia está inspirada en la estrategia del ejército cartaginés de Aníbal en la Batalla de Cannas). Sin embargo, cuando Jon Nieve y los Stark parecían vencidos, los caballeros del Valle liderados por Petyr Baelish (Aiden Gillen) llegan en su rescate, destruyendo al ejército Bolton. Viendo la batalla perdida, Ramsay se pone a refugio dentro de los muros de Invernalia.
Ramsay insiste a sus hombres en que los Stark no cuentan con armas de asedio, sin embargo, las puertas son derribadas por el gigante Wun Wun. Ramsay decide aceptar entonces la oferta de Jon de un combate singular; tras sacar su arco, dispara varias flechas a Jon, el cual las rechaza con un escudo y después derriba a Ramsay, para empezar a golpearle de forma brutal, parando solo cuando Sansa llega. Ramsay es llevado a las perreras donde Sansa lo visita, liberando entonces a las Chicas del Bastardo. Ramsay afirma que sus perras le son leales, pero debido a que están famélicas, terminan por devorarlo vivo ante la mirada de satisfacción de Sansa. 
La muerte de Ramsay finaliza el control de los Bolton sobre Invernalia y el Norte, y supone la extinción de la Casa Bolton de Fuerte Terror.